# دار الجبل (ذي السفال)

تعديل مصدري - تعديل

دار الجبل محلة تابعة لقرية الدمن، التابعة لعزلة العداني بمديرية ذي السفال إحدى مديريات محافظة إب في الجمهورية اليمنية، بلغ تعداد سكانها 42 حسب تعداد اليمن لعام 2004.